# Sporting Club
Sporting Club de Barranquilla es un club de fútbol Colombiano de la ciudad de Barranquilla que participó en los torneos profesionales de 1950 a 1953 y más tarde de 1988 a 1991 y disputó durante esos años el denominado derbi barranquillero con Atlético Junior.
Actualmente, un equipo con denominación similar compite como club aficionado en la Liga del Atlántico y la Primera C.

## Historia

### Primera aparición en el Profesionalismo (1950-1953)
Fundado el 1 de mayo de 1923 para reemplazar al Deportivo Barranquilla por Fausto Muñoz Rodríguez, Adolfo Graubard y Jorge Pereira Henriquez y su primer presidente fue Julio Gómez. Participó ininterrumpidamente en los torneos organizados por la División Mayor del Fútbol Colombiano (Dimayor).
El primer torneo en el que participó fue el Campeonato colombiano 1950 en el que jugó 30 partidos logrando 29 puntos resultado de 11 victorias, 7 empates y 12 derrotas, Este torneo tuvo la particularidad de que ese año Junior volvió a disputar el campeonato, por lo que Barranquilla tuvo clásico: "tigres" contra "tiburones". Al año siguiente su participación fue mejor, ubicándose en la 7.ª casilla a sólo dos puntos del quinto lugar. Luego terminó undécimo en 1952 y en la que sería su última participación profesional en 1953 terminaría en el puesto 9. Con la crisis que dejó el final de la era de 'El Dorado', el equipo desapareció. Sus jugadores fueron vendidos al Atlético Santa Fe (De la Hoz) y al Atlético Bucaramanga (Ruben Deibe) entre otros
Sin el Sporting y sin Junior, que igualmente dejó de participar en el torneo profesional en 1953, Barranquilla quedó huérfana de fútbol de Primera Categoría, aparte de la breve aparición del club Libertad en el campeonato colombiano 1956. Junior volvería en  1966, y sería el único equipo de “Curramba” hasta que en 1988 un grupo de empresarios revivió al Sporting.

### Reaparición (1988-1991)
El Sporting regresó de la tumba en 1986 cuando Fausto Muñoz dio permiso a utilizar el nombre e historia de su equipo al Sr. Edgardo Barros mediante acto simbólico en el estadio municipal "Romelio Martínez" donde hizo entrega de sus banderas. Ya en 1988 regresa al Profesionalismo cuando directivos y empresarios de la Costa quisieron darle un poco más de peso a la plaza de Barranquillla y para que el Junior tuviera un clásico más fuerte que el habitual partido frente al Unión Magdalena de Santa Marta. El Tigre volvió a la vida con su uniforme amarillo y negro y asumió la localía en el Metropolitano para los dos primeros años, pasando luego al Romelio Martínez. 
El consorcio Abuchaibe, una de las empresas de textiles más influyentes de la Costa Atlántica, se metió en este emprendimiento y le dio un espaldarazo económico al equipo de la Costa. Ese año el equipo llevó un enorme aviso de la marca de pantalones Gino Gabuchi del consorcio Abuchaibe en el pecho. Pero la mezclilla y el percal de Gino Gabuchi no le trajeron suerte al Sporting, que gastó parte de su dinero en refuerzos uruguayos (el arquero Gualberto Veliscko, el zaguero bigotón Hebert Pais, y los ofensivos William Gutiérrez y Edison de la Iglesia) y en pagar las largas cuentas que dejaba el pasivo de la institución.
En su primera campaña en 1988 empezó bien el torneo, siendo 2.º del pentagonal, luego fue último del triangular en el Torneo Apertura. En el Finalización terminó en los últimos lugares ocupando el puesto 12.º El entrenador fue el argentino Palomo Santtorini y el profesor físico el colombiano Rubén Molina.
En 1989 se jugó la Primera A pero el campeonato Colombiano fue cancelado por la muerte del árbitro Álvaro Ortega,el equipo participó y jugó la Copa Colombia de 1989 donde quedó eliminado en la fase de Grupos.
En 1990 fue 14.º en el Apertura y 15.º (último) del Finalización, terminando el año con apenas 4 victorias en 40 juegos. La temporada 1991 sería su última participación en torneos nacionales, siendo 9 en el Apertura y 14 del Finalización. La paupérrima situación económica del club llevó a un hecho inédito: cada camiseta del equipo fuera patrocinada por una casa de apuestas o chance diferente. En ese equipo estaban, entre otros, Faryd Mondragón y Edison Domínguez.
En 1992 la situación no dio para más y Sporting desapareció. Su ficha fue cedida al Real Cartagena.
Sporting le dio experiencia en primera división a los arqueros internacionales Miguel Calero y Faryd Mondragón, que se convirtieron en figuras en el club, y también fue el primer club del jugador Daniel Tílger en Colombia.

### Sporting Club (2015-)
En abril del 2015, Octavio Rivera presentó el proyecto a la familia Muñoz Rodríguez para revivir al Sporting; pero no en el profesionalismo, si no, como un club formativo, con el objetivo de captar jóvenes talentos de los barrios más pobres de la ciudad, y así, acercarlos al profesionalismo. Tras el visto bueno, empezó jugando los torneos de la Liga del Atlántico, para en 2017, debutar en el Torneo Sub-17 de Difutbol. Desde entonces, ha participado en todos los años en las diferentes competencias del ente rector del fútbol aficionado en Colombia. En 2025, se estrenarán en la Primera C, tercera categoría del fútbol colombiano.

## Uniforme
- Uniforme titular: Camiseta a bastones negros y amarillos, patalón y medias negras.
- Uniforme alternativo: Camiseta, pantalón y medias blancas

## Datos del club
- Puesto histórico: 27.º
- Temporadas en 1ª: 8 (1950-1953,1988-1991).
- Mejor Puesto: 7°(1951).
- Peor Puesto: 15°(1990).
- Temporadas en 2ª: Ninguna.
- Temporadas en 3ª: 1 (2025-)